# Ирисова диагностика
Ирисовата диагностика (наричана също иридология) е вид алтернативна медицина, където формата, цветовете и други характеристики на ириса на окото могат да бъдат изследвани, за да се определи здравето на пациента.

## История
Не е известно точно кога се е появил този метод на диагностика, но първите сведения за това, че очите показват цялостното състояние на човека, идват още от халдеите във Вавилония 1000 години пр. Хр. Първото писмено описание е открито в труда на Филип Майен фон Кобург от средата на XVII век, където ирисът на окото се разделя на отделни области, съответстващи на различни органи в тялото. До 80-те години на XX век обаче „ирисова диагностика“ не се споменава изрично, тъй като се е получавало объркване – дотогава под подобна манипулация се е разбирала диагностика, извършена от очен лекар.
В днешно време иридологията има доста привърженици, но не са малко и тези, които я определят като псевдонаука.